# Kaple Panny Marie (Suchý Důl)
Kaple Panny Marie, nebo také Ticháčkova kaple, je dřevěná stavba, která stojí v katastrálním území Suchý Důl v okrese Náchod. Kaple je spojena s kultem zjevení Panny Marie v Suchém Dole v Ticháčkově lese. Kaple není památkově chráněná.

## Historie
Kaple byla postavena v novogotickém stylu na označeném místě opakovaného zjevení Panny Marie v roce 1897. Stavbu provedl Lambert Mrnka, tesař z Police nad Metují. Kaple byla vysvěcena až v roce 1990 polickým římskokatolickým farářem Jiřím Prokůpkem. Po úmyslném zapálení shořela 8. července 2010. Kopie dřevěné kaple byla postavena v letech 2011–2012. Její financování bylo hrazeno především z veřejné sbírky (1 735 885,62 Kč), rozpočtu obce (506 711,38 Kč a dotací Královéhradeckého kraje (v roce 2010 činila 40 000 Kč a v roce 2012 činila 238 000 Kč). Základní kámen byl posvěcen 12. června 2011 a 8. července 2012 byla vysvěcena za účasti kardinála Dominika Duky.

## Popis
Kopie roubené kaple byla usazena na sokl z kvádrů Božanovského pískovce. Má sedlovou střechu krytou měděným plechem. Na věž byla usazena stanová střecha ukončena pozlacenou makovicí a křížem. Do věže byl zavěšen zvon. Okna v okrasných rámech jsou ukončena lomeným obloukem, mají podokenní parapet, na vnitřní straně jsou osazena ostění s tvarovaným parapetem. Vstupní dveře jsou dvoukřídlé.Kaple má zelený nátěr. Okna a dveře mají bílou barvu. Zasklení je provedeno v místě oblouků a ozdob barevným sklem: ve štítové stěně mají okna modré a zelené sklo, v bočních stěnách modré a červené, zbytek je zasklen průhledným bezbarvým sklem.
V kapli je oltář, lavice, obrázky křížové cesty a sádrová socha Panny Marie, kterou vytvořil sochař Jindřich Roubíček a Lucie Trunečková z Náchoda.
Ke kapli vede Růžencové schodiště a v blízkosti kaple vyvěrá léčivý pramen.

## Galerie

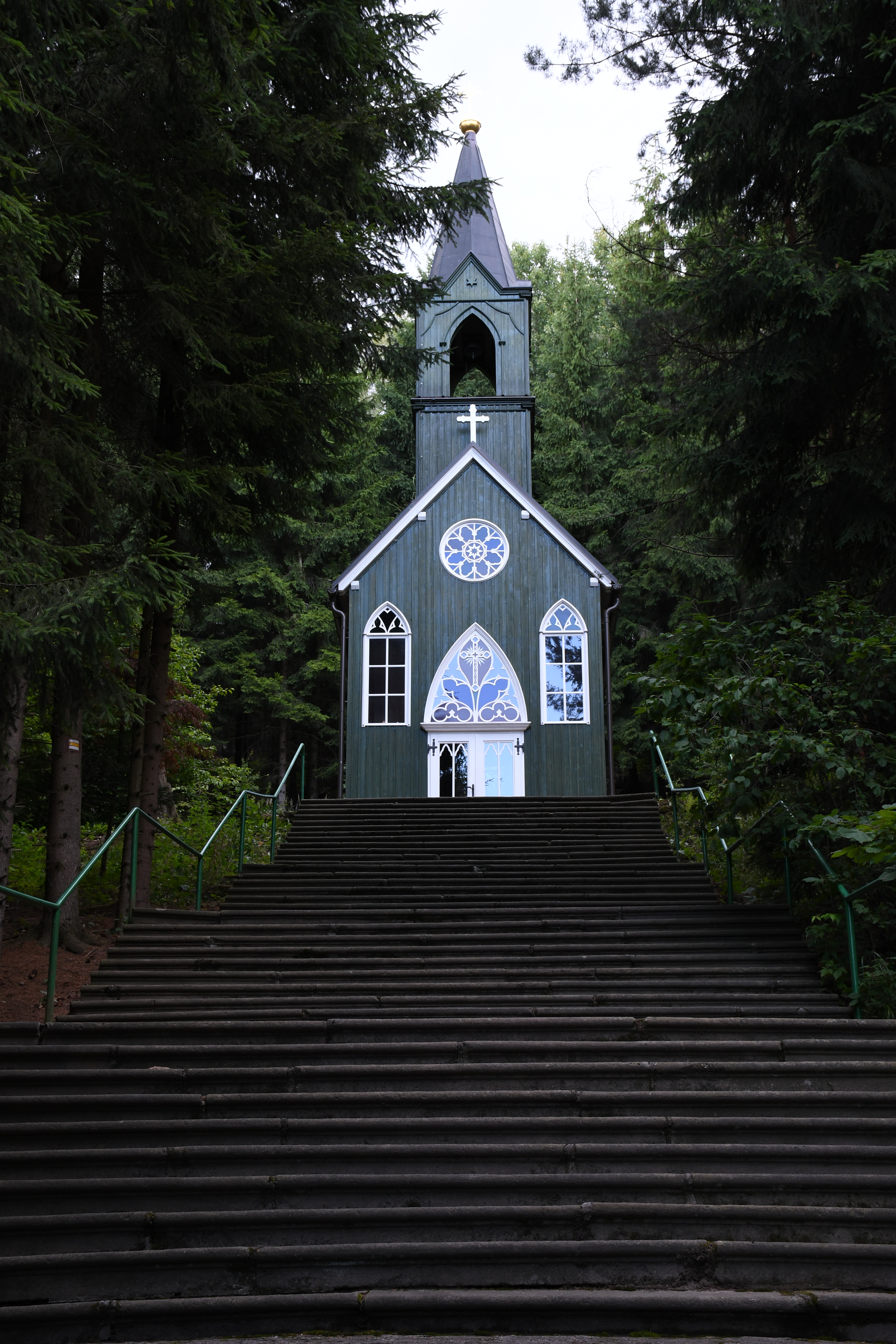
Průčelí
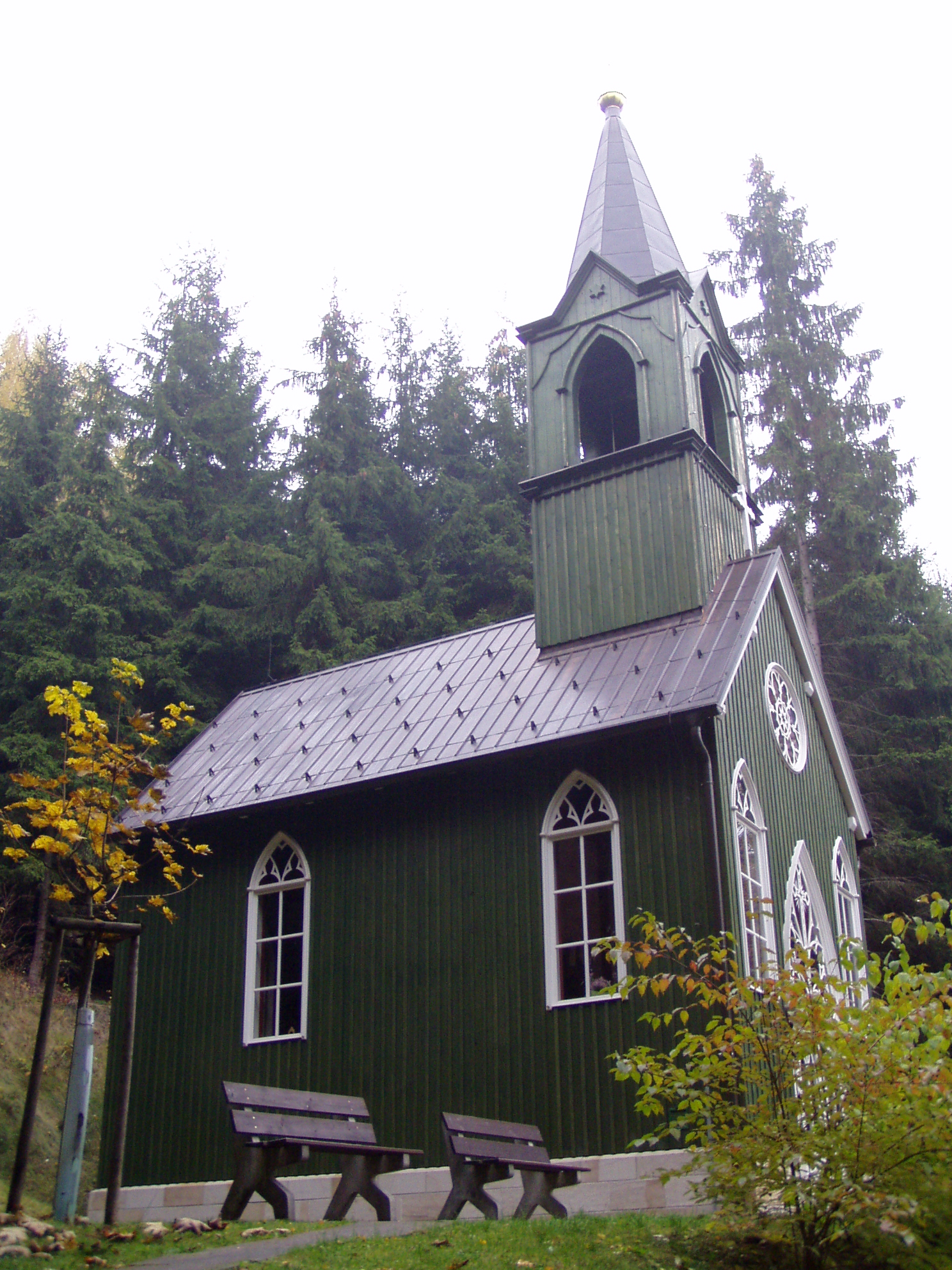
Boční pohled
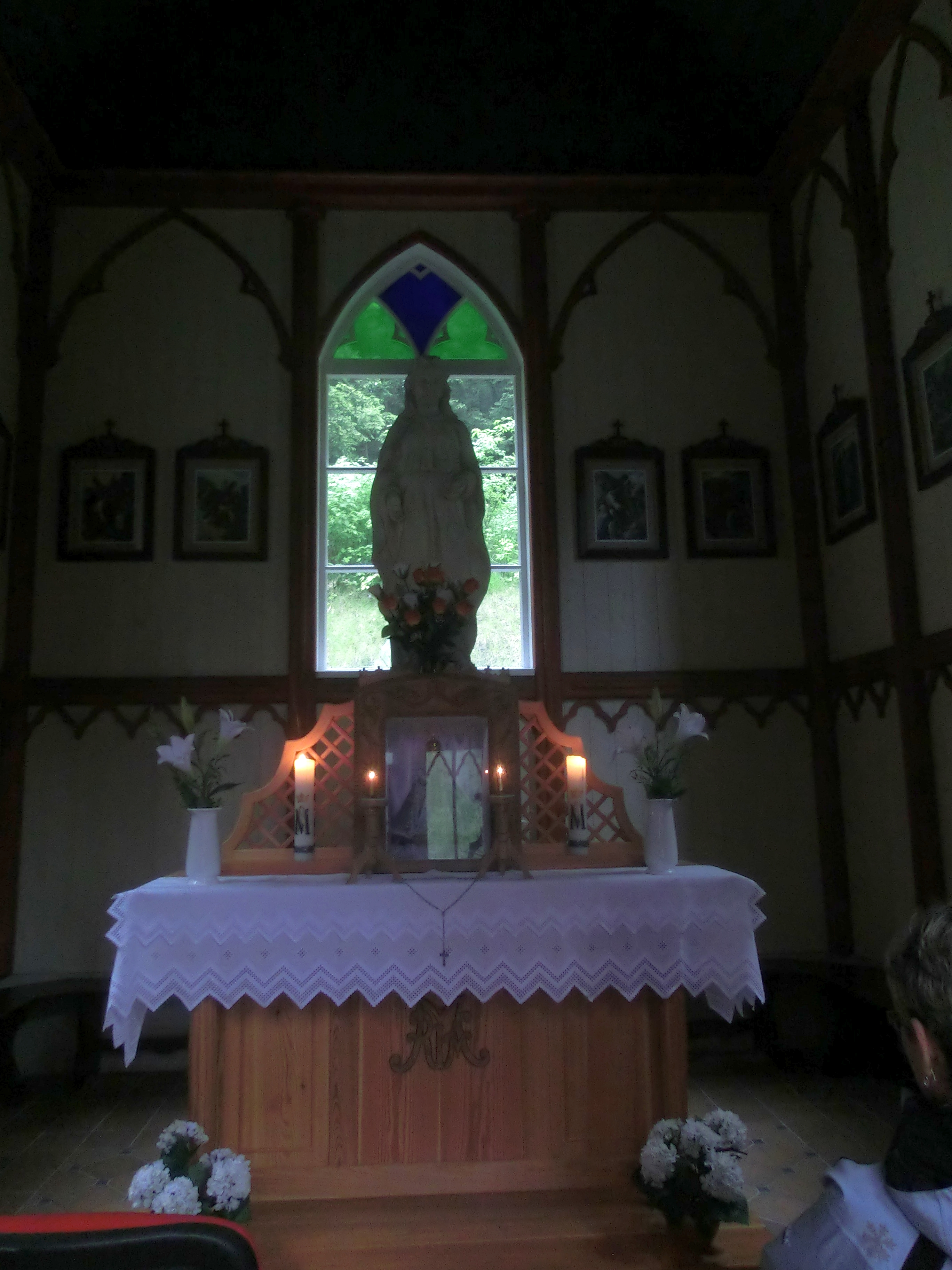
Oltář
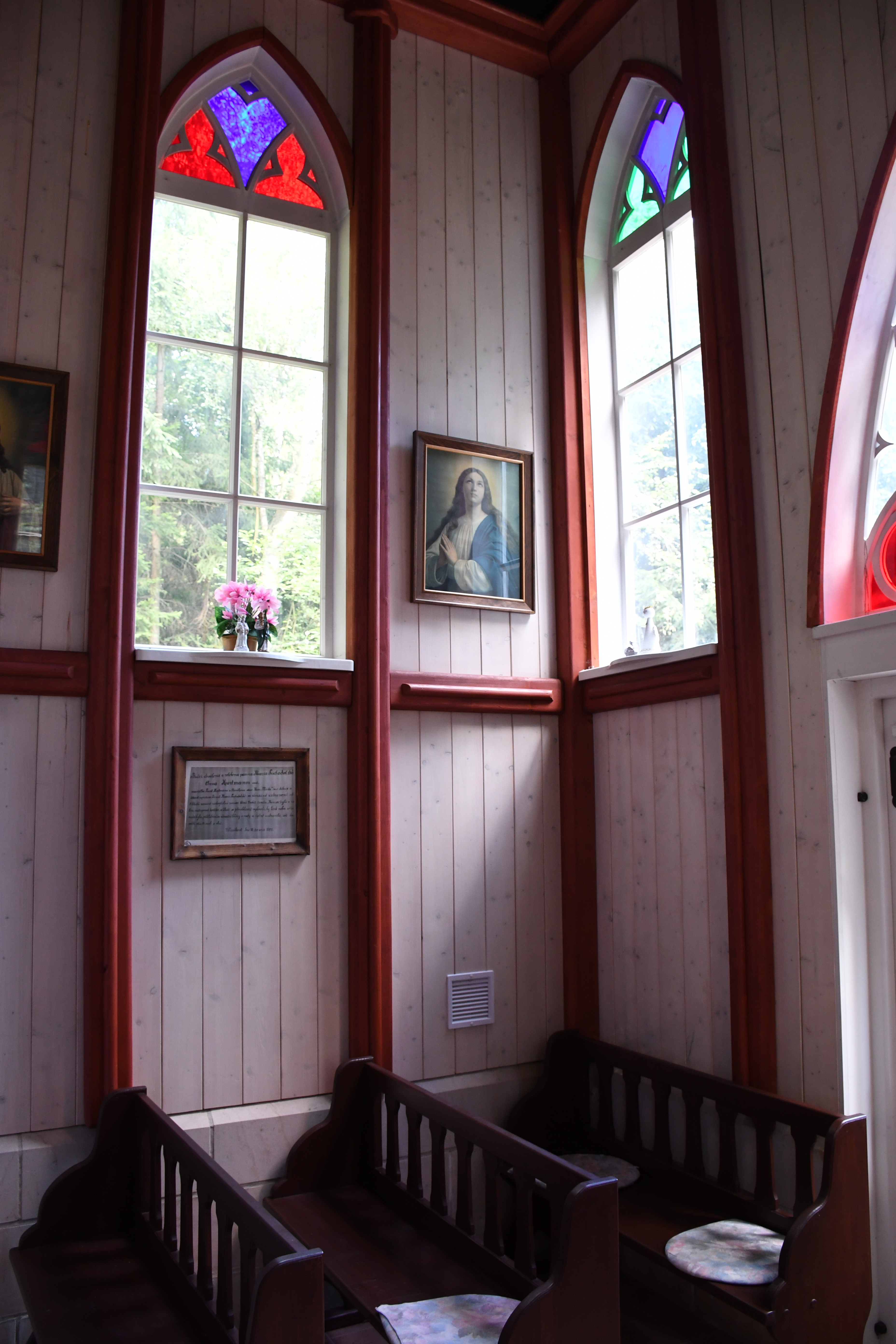
Zasklení oken